# 本所次郎
本所 次郎（ほんしょ じろう、1937年（昭和12年）9月23日 - 2012年（平成24年）11月2日）は、日本の小説家、ジャーナリスト。本名・小宮山 恵一。

## 来歴・人物
東京・下町の本所生まれ。ペンネームはそれに由来する。明治学院大学英文科卒。
中学、高校、大学に進んでからも新聞配達を続けたのは、苦学生だったせいもあるが、新聞が好きだったことも理由の一つだった。
大学卒業後、日刊工業新聞社に入社。経済部記者、とくに運輸省記者クラブの担当が長く、その経験がジャパンラインを扱った『転覆』やロッキード事件を主題とした『暴かれた航空商戦』などの作品を生んだ。記者時代には、多くの企業人の知己を得たが、中でも有吉義弥（日本郵船）、若狭得治（全日空）、田中勇（東急）の3人にぞっこんに惚れ込んだという。時事通信社解説委員長を務めた藤原作弥は、現役時代からの友人で、仕事や花札遊びの良きライバルで、飲み仲間だった。
満50歳を期して日刊工業新聞を辞め、作家活動に専心。企業・経済小説、ノンフィクションを多く著したが、晩年は、半自伝的な青春小説も執筆した。
2004年5月に徳間書店から発売された鹿内信隆とその一族をモデルとした『閨閥 マスコミを支配しようとした男』は、出版から1ヵ月あまりで絶版となり書店から回収された。「内容が、あまりにも事実に近いため、真相を知られたくないフジテレビが買い占めたのではないか」などさまざまな憶測がネット上を飛び交った。この件について本所は、『週刊朝日』の取材に「絶版になった理由ですが、私が『週刊文春』の記事を無断で引用してしまったためです。関係者の方に本当に申し訳ないことをしてしまいました。著作権法について理解が足りなくて、読者には申し訳ありません」と述べている。徳間書店によると、2万5千部出版されたうち売れたのは1万部ほどで、残りは回収されたという。

## 著書
- 『転覆 海運・大型乗っ取り事件』講談社文庫、1982年4月。
  - 『転覆 海運・大型乗っ取り事件』現代教養文庫、1995年4月。
- 『金色の翼 暴かれた航空機商戦』講談社、1983年10月。
  - 『暴かれた航空機商戦 金色の翼』（上・下）角川文庫、1986年12月。
    - 『金色の翼 暴かれた航空機商戦』<戦後ニッポンを読む>（上・下）読売新聞社、1997年4月。
- 『経団連 財界総本山の素顔』東洋経済新報社、1985年12月。
- 『経団連 財界首脳陣のホンネ ドキュメント』講談社文庫、1993年3月。
- 『会社屋トリオ 長編ユーモア経済小説』光風社ノベルス、1987年9月。
  - 『パクリ屋稼業』徳間文庫、1995年12月。
- 『企業革命に達人あり』講談社、1988年9月。
- 『トヨタの販売力強さの秘密 なぜ同業他社を凌駕できるか』日新報道、1988年6月。
- 『大いなる志 ソフト技術者の反乱』講談社、1990年1月。
  - 『大いなる志 ソフト技術者の反乱』講談社文庫、1994年10月。
- 『小説日銀管理』ベストセラーズ、1990年10月。
  - 『小説日銀管理』光文社文庫、1996年6月。
- 『昭和の大番頭 東急田中勇の企業人生』（上・下）新潮社、1990年1月。
  - 『天下の大番頭』（上・下）徳間文庫、1994年11月。
- 『会社共産主義(大企業病)を揺さぶる男たち このロマン派経営者が豊かな日本を切り拓く』徳間ノベルス、1991年3月。
- 『虚々実々 会長を追放せよ!』光文社カッパ・ノベルス、1991年10月。
  - 『虚々実々 会長を追放せよ!』光文社文庫、1995年8月。　
    - 『日本航空の正体』佐高信共著 金曜日、2009年12月。
- 『絵ころがしの罠 遊軍記者・数馬竜太の事件ノート』世界文化社、1992年3月。
  - 『銀行芝居 経済事件取材ノート〈1〉』徳間文庫、1996年7月。
- 『企業舎弟』立風書房、1992年12月。
  - 『企業舎弟 経済事件取材ノート〈2〉』徳間文庫、1997年1月。
- 『鉄砲』立風書房、1993年11月。
  - 『鉄砲 株売り逃げ―経済事件取材ノート〈3〉』徳間文庫、1997年11月。
- 『仮面銀行』立風書房、1994年7月。
  - 『仮面銀行』光文社文庫、1997年7月。
- 『夢を喰らう』徳間書店、1994年12月。　
  - 『夢を喰らう 大テーマパーク騒動記』徳間文庫、1999年11月。
- 『極道相場 「小説」公的資金の内幕』立風書房、1995年12月。　
  - 『極道相場 経済事件取材ノート 〈4〉』徳間文庫、1998年12月。
- 『頭取の影武者』徳間書店、1996年5月
  - 『頭取の影武者 小説「徳陽シティ」破綻の真相』徳間文庫、1998年2月。
- 『安売り一代 闇の仕事師』立風書房、1997年6月。
  - 『安売り一代 秋葉原闇の仕事師』徳間文庫、2000年9月。
- 『カード詐欺団』徳間文庫、1999年5月。
- 『麒麟おおとりと遊ぶ 若狭得治の軌跡』（上・下）徳間書店、2002年1月。
  - 『高級官僚　影の権力者の昭和史〈1巻〉』だいわ文庫、2007年7月。　
  - 『天下り支配 影の権力者の昭和史〈2巻〉』だいわ文庫、2007年8月。
  - 『巨額暗黒資金　影の権力者の昭和史〈3巻〉』だいわ文庫、2007年9月。
  - 『ロッキード疑獄 影の権力者の昭和史〈4巻〉』だいわ文庫、2007年10月。

『麒麟おおとりと遊ぶ 若狭得治の軌跡』（上・下）を大幅に加筆・修正・改題のうえ、分冊・文庫化。
- 『閨閥 マスコミを支配しようとした男』徳間文庫、2004年。
- 『武蔵野少年物語』ポプラ社、2007年6月。
- 『吉祥寺の朝焼けに歌えば』牧野出版、2010年8月。